# Hassan Hobballah
Hassan Hobballah (né en 1959) est un homme politique libanais.

## Biographie
Il commença sa carrière politique au sein du Mouvement des Déshérités fondé par l'Imam Moussa Sader. Il intégra en 1982 le Hezbollah dès sa création et se rapproche de son ancien Secrétaire général, Abbas Moussaoui.
En 1985 il est arrêté pendant quelques mois par l'Armée israélienne.
Membre du conseil politique puis du conseil stratégique du Hezbollah, il est élu député chiite de Tyr en 2005 sur la liste d'alliance entre le Hezbollah et Amal. Il ne se représente pas aux élections de 2009.